# Finala Ligii Campionilor 2021
Finala Ligii Campionilor 2021 a fost meciul final al Ligii Campionilor UEFA 2020–21, cel de-al 66-lea sezon al turneului de fotbal din Europa, organizat de UEFA, cel de-al 66-lea sezon și cel de-al 29-lea sezon de când a fost redenumită din Cupa Campionilor Europeni în UEFA Champions League. S-a disputat pe Estádio do Dragão din Porto, Portugalia, pe 29 mai 2021, între cluburile engleze Manchester City, la prima lor finală a Ligii Campionilor, și Chelsea FC, cea care a ajuns de trei ori în această fază.
Finala era programată inițial să se joace pe stadionul Krestovsky din Sankt Petersburg, Rusia. Cu toate acestea, din cauza amânării și mutării finalei din 2020 la Lisabona, gazdele finalelor au fost mutate înapoi cu un an, Istanbulul găzduind în schimb finala din 2021, ca urmare a pandemiei COVID-19 în Europa Cu toate acestea, pe 13 mai 2021, UEFA a anunțat că finala va fi mutată la Porto pentru a permite fanilor să participe la meci.
Chelsea a câștigat finala cu 1-0 pentru a obține cel de-al doilea trofeu al Ligii Campionilor, și va juca acum cu câștigătorii UEFA Europa League 2020-2021, Villarreal, pentru Supercupa Europei 2021, și la Campionatul Mondial al Cluburilor FIFA 2021 in Japonia.

## Echipe
În tabelul următor, finalele până în 1992 au fost în era Cupei Europene, din 1993 fiind în era Liga Campionilor.
| Echipa             | Apariții finale anterioare (îngroșat indică câștigătorii) |
| ------------------ | --------------------------------------------------------- |
| Manchester City FC | Fără                                                      |
| Chelsea FC         | 2 (2008, 2012)                                            |

## Context
Manchester City a jucat în prima ei finală a Cupei Campionilor Europeni/Ligii Campionilor UEFA. Anterior, a jucat într-o finală europeană, în finala Cupei Cupelor din 1970, și a câștigat-o. A devenit a noua echipă engleză diferită care a jucat într-o finală a Cupei Campionilor Europeni/Ligii Campionilor UEFA. Aceasta a fost a treia finală a Ligii Campionilor pentru managerul Pep Guardiola și prima de când a câștigat-o cu Barcelona în 2009 și 2011.
Chelsea a jucat în cea de-a treia sa finală a Cupei Campionilor Europeni/Ligii Campionilor UEFA, și prima din 2012. În plus, a jucat anterior în finalele Cupei Cupelor UEFA și UEFA Europa League de două ori fiecare - câștigându-le pe toate. În plus, a devenit primul club care și-a văzut echipele masculine și feminine ajungând în finala Ligii Campionilor din același sezon, după ce s-a calificat și în finala Ligii Campionilor (feminin) din 2021. Antrenorul principal, Thomas Tuchel, a devenit primul antrenor/manager care a ajuns în finala Cupei Campionilor Europeni/Ligii Campionilor UEFA în sezoane succesive cu diferite cluburi, după ce a pierdut finala din 2020 când o antrena pe Paris Saint-Germain.
Aceasta a fost a treia finală între echipe din Anglia din istoria competiției, după cea din 2008 - care a implicat-o, de asemenea, pe Chelsea - și 2019. 
Aceasta a fost cea de-a treia întâlnire între echipe în Europa, după ce s-au întâlnit anterior în semifinalele Cupei Cupelor 1970–71, unde Chelsea a câștigat ambele manșe 1-0 în drum spre primul lor trofeu european. Echipele s-au întâlnit de două ori în sezonul din Premier League, fiecare echipă câștigând în deplasare: City a câștigat primul meci cu 3-1, în timp ce Chelsea a câștigat al doilea 2-1 cu trei săptămâni înainte de finală. Între timp, Chelsea a învins City cu 1-0 în semifinala FA Cup, refuzându-i lui City șansa de a câștiga o cvadruplă fără precedent.

## Drumul spre finală
Pentru mai multe detalii despre acest subiect, vedeți Liga Campionilor 2020-2021.
Notă: În toate rezultatele de mai jos, scorul finalistului este dat mai întâi (A: acasă; D: deplasare).
| Loc | Echipa                 | MJ | Pct |
| --- | ---------------------- | -- | --- |
| 1   | Manchester City        | 6  | 16  |
| 2   | FC Porto               | 6  | 13  |
| 3   | Olympiacos             | 6  | 3   |
| 4   | Olympique de Marseille | 6  | 3   |

| Loc | Echipa        | MJ | Pct |
| --- | ------------- | -- | --- |
| 1   | Chelsea       | 6  | 14  |
| 2   | Sevilla FC    | 6  | 13  |
| 3   | FC Krasnodar  | 6  | 5   |
| 4   | Stade Rennais | 6  | 1   |

## Meciul
Echipa de „acasă” (în scopuri administrative) a fost determinată de o tragere la sorți suplimentară care a avut loc după extragerile din sferturi și semifinale.
| Manchester City FC | 0 – 1   | Chelsea FC  |
| ------------------ | ------- | ----------- |
|                    | Detalii | 42' Havertz |

| Manchester City | Chelsea |

| P             | 31 | Ederson             |     |     |
| FD            | 2  | Kyle Walker         |     |     |
| FC            | 5  | John Stones         |     |     |
| FC            | 3  | Rúben Dias          |     |     |
| FS            | 11 | Oleksandr Zinchenko |     |     |
| MC            | 20 | Bernardo Silva      |     | 64' |
| MC            | 8  | İlkay Gündoğan      | 35' |     |
| MC            | 47 | Phil Foden          |     |     |
| MO            | 17 | Kevin De Bruyne (c) |     | 60' |
| AC            | 26 | Riyad Mahrez        |     |     |
| AC            | 7  | Raheem Sterling     |     | 77' |
| Schimbări:    |    |                     |     |     |
| P             | 13 | Zack Steffen        |     |     |
| P             | 33 | Scott Carson        |     |     |
| F             | 6  | Nathan Aké          |     |     |
| F             | 14 | Aymeric Laporte     |     |     |
| F             | 22 | Benjamin Mendy      |     |     |
| F             | 27 | João Cancelo        |     |     |
| F             | 50 | Eric García         |     |     |
| M             | 16 | Rodri               |     |     |
| M             | 25 | Fernandinho         |     | 64' |
| A             | 9  | Gabriel Jesus       | 88' | 60' |
| A             | 10 | Sergio Agüero       |     | 77' |
| A             | 21 | Ferran Torres       |     |     |
| Antrenor:     |    |                     |     |     |
| Pep Guardiola |    |                     |     |     |

| P             | 16 | Édouard Mendy         |     |     |
| FC            | 28 | César Azpilicueta (c) |     |     |
| FC            | 6  | Thiago Silva          |     | 39' |
| FC            | 2  | Antonio Rüdiger       | 57' |     |
| FD            | 24 | Reece James           |     |     |
| FS            | 21 | Ben Chilwell          |     |     |
| MC            | 5  | Jorginho              |     |     |
| MC            | 7  | N'Golo Kanté          |     |     |
| ED            | 29 | Kai Havertz           |     |     |
| ES            | 19 | Mason Mount           |     | 80' |
| A             | 11 | Timo Werner           |     | 66' |
| Schimbări:    |    |                       |     |     |
| P             | 1  | Kepa Arrizabalaga     |     |     |
| P             | 13 | Willy Caballero       |     |     |
| F             | 3  | Marcos Alonso         |     |     |
| F             | 4  | Andreas Christensen   |     | 39' |
| F             | 15 | Kurt Zouma            |     |     |
| F             | 33 | Emerson               |     |     |
| M             | 10 | Christian Pulisic     |     | 66' |
| M             | 17 | Mateo Kovačić         |     | 80' |
| M             | 20 | Callum Hudson-Odoi    |     |     |
| M             | 22 | Hakim Ziyech          |     |     |
| M             | 23 | Billy Gilmour         |     |     |
| A             | 18 | Olivier Giroud        |     |     |
| Antrenor:     |    |                       |     |     |
| Thomas Tuchel |    |                       |     |     |

| Arbitru asistent: Pau Cebrián Devís (Spania) Roberto Díaz Pérez del Palomar (Spania) Al patrulea oficial: Carlos del Cerro Grande (Spania) Arbitru asistent video (VAR): Alejandro Hernández Hernández (Spania) Asistent VAR: Juan Martínez Munuera (Spania) Íñigo Prieto López de Cerain (Spania) Ofsaid VAR: Paweł Gil (Polonia) | Regulile meciului - 90 de minute. - 30 de minute de prelungiri dacă este necesar. - Lovituri de departajare dacă scorul este încă la egalitate. - Doisprezece înlocuitori numiți. - Maximum de 5 schimbări, cu o a șasea permisă în prelungiri. |

## Vezi și
- Finala UEFA Europa League 2021
- Finala Ligii Campionilor (feminin) 2021
- Supercupa Europei 2021

## Legături externe
- Site web oficial